# Bonamia deserticola
Bonamia deserticola är en vindeväxtart som beskrevs av R.W. Johnson. Bonamia deserticola ingår i släktet Bonamia och familjen vindeväxter. Inga underarter finns listade i Catalogue of Life.